# Taalontwikkelingsstoornis
Een taalontwikkelingsstoornis, afgekort tot TOS, ook wel specifieke taalstoornis, afgekort tot S-TOS (Engels: Specific Language Impairment, SLI, of Developmental Language Disorder, DLD), is een neurologische aandoening waardoor taal in de hersenen minder goed verwerkt wordt. Het heeft gevolgen voor de taalverwerving.
Mensen met TOS hebben moeite met het begrijpen en uiten van taal. 

## Prevalentie
TOS komt voor bij ongeveer 7% van de kinderen en is daarmee de meest voorkomende ontwikkelingsstoornis.  De stoornis komt drie keer vaker voor bij jongens dan bij meisjes. In een Nederlandse klas van 30 leerlingen zitten gemiddeld 2 kinderen met TOS.

## Oorzaak
TOS heeft een neurobiologische oorzaak, waarbij iets misgaat in de hersenen. Voorlopig is wat misgaat nog onduidelijk. Vermoed wordt dat er problemen zijn met het verbaal werkgeheugen. Daar bestaan verschillende theorieën over, zoals de procedural deficit hypothesis, die uitgaat van een stoornis in het procedurele geheugen.

## Beschrijving
Bij TOS is er sprake van een verstoorde verwerving van taal. Kinderen met TOS hebben een taalachterstand. De taalontwikkeling is ernstig vertraagd en afwijkend, waardoor er beperkingen zijn in activiteiten in het dagelijkse leven. Bij TOS treedt er geen spontaan herstel op.
Een TOS is iets anders dan een blootstellingsachterstand en wordt niet veroorzaakt door een andere stoornis. TOS wordt niet veroorzaakt door bijvoorbeeld gehoorproblemen, lage intelligentie (maar zie discussie hierover in ), afwijkingen van spraakorganen, contactstoornis, verminderd taalaanbod of een aantoonbare neurologische aandoening. Bij een niet-specifieke TOS is de oorzaak vaak bekend (bijvoorbeeld migratie etc) en kinderen met een blootstellingsachterstand halen hun achterstand later vaak in, terwijl kinderen met TOS hun leven lang moeite hebben met taal.
De taalproblemen van een kind met TOS variëren van kind tot kind. TOS kan voorkomen in zowel het begrijpen van taal als in het zelf spreken of schrijven. Het kan voorkomen in zowel gesproken taal als in gebarentaal. Kinderen met TOS kunnen zowel problemen ervaren met klanken, woorden, betekenissen, zinsbouw als hoe taal te gebruiken in bepaalde situaties. Er bestaan 2 subtypes:
- stoornis in taalproductie en relatief goed taalbegrip
- stoornis in zowel taalproductie als taalbegrip

Verschuivingen van het ene subtype naar het andere zijn mogelijk doorheen de tijd.
Bestaande classificatiesystemen, zoals de Diagnostic and Statistical Manual of Mental Health (DSM) en de International Classification of Diseases (ICD), ondervangen de uiteenlopende problematiek bij TOS-kinderen onvoldoende. Dit is voor de Federatie van Nederlandse Audiologische Centra (FENAC) een reden om te kiezen voor Multi Axial Classification (MAC-AC), een meerassig systeem dat gebaseerd is op ICD-9 en sinds 2002 in gebruik.
Fonologische stoornissen kunnen een onderdeel vormen van TOS. In dat geval hebben kinderen naast de fonologische problemen ook nog andere talige problemen. TOS kan leiden tot problemen in de spraakproductie en verminderde verstaanbaarheid.
Bij meertalige kinderen kan TOS voorkomen als ook de thuistaal (niet-Nederlands) niet goed ontwikkeld is.

## Symptomen
Mogelijke kenmerken van een persoon met TOS zijn:
- moeite met begrijpen van woorden en zinnen
- meer tijd nodig om informatie te verwerken
- niet in staat om alle informatie op te pakken of onthouden
- moeite met het concentreren
- moeite met communiceren in een drukke omgeving, bijvoorbeeld met het volgen van gesprekken
- moeite met plannen en organiseren
- moeite met veel informatie, opdrachten tegelijk
- moeite met emoties herkennen of uiten
- moeite met uitspreken van woorden, bepaalde klanken
- moeite met verhaalopbouw en goede zinnen maken
- moeite om antwoord te geven op een vraag. Zegt dan snel ‘weet ik niet’ of ‘laat maar’

Symptomen kunnen veranderen doorheen de tijd en ontwikkeling van het kind.

## Behandeling
Voor kinderen met TOS is een behandeling aan te bevelen. Kinderen vanaf drie jaar kunnen een TOS-diagnose krijgen. Bij een vermoeden van TOS wordt de situatie afgewacht of opgevolgd. TOS wordt in eerste instantie behandeld door een logopedist. Logopedisten kunnen de ernst en aard van een TOS bepalen en behandelen. Omdat TOS een grote impact kan hebben op het leven van een kind, is het van belang zo vroeg mogelijk in te grijpen. De behandeling is erop gericht de taalvaardigheid van het kind te verhogen en beter te leren communiceren en verschilt van kind tot kind. Positieve effecten van dergelijke therapie op jonge leeftijd (bij kinderen onder de 6 jaar) blijven mogelijk ook op latere leeftijd behouden.
Informatie krijgen over de stoornis en ermee leren omgaan kunnen deel uitmaken van de behandeling. Er bestaan jongerenverenigingen (bv. Spraaksaam) en ouderverenigingen die daarbij kunnen helpen. Naast overleg met de leerkrachten en zorgverleners van het kind, is ook overleg tussen de logopedist en de ouders van het kind met TOS belangrijk. De ouders worden best ook bij de therapie betrokken. Het kan nuttig zijn ouders zelf strategieën te leren gebruiken om de taal- en communicatievaardigheden van hun kind te verhogen.
Behandelen kan direct of indirect (bv. via taaltherapie voor ouders, oudercursussen), individueel of in een groep. Als TOS de kinderen beperkt in de klas, dan kan de behandeling (in Nederland) ook op school plaatsvinden. In Nederland is de behandeling meestal direct en individueel. Er bestaan ook oudercursussen, multidisciplinaire groepsbehandelingen (voor peuters, in het speciaal onderwijs), en intensieve groepstherapie voor oudere kinderen. Voorlopig is er geen bewijs dat bepaalde behandelingen beter zouden zijn dan andere. Hoewel meteen na taaltherapie positieve effecten merkbaar kunnen zijn op verschillende vlakken van de taal, gaan die na verloop van tijd mogelijk verloren. Het is belangrijk dat logopedisten tijdens de behandeling voldoende oog hebben voor de individuele situatie van het kind met TOS en de mogelijk levenslange impact. Om de kansen op negatieve gevolgen te verkleinen, kunnen zij de sterktes van het kind benutten en samenwerken met professionals uit andere zorgdisciplines en het onderwijs. Bij meertalige kinderen is ook therapie aan te raden voor de niet-Nederlandse thuistaal. Meestal gebeurt dat indirect door inschakeling van de ouders door de logopedist.
Bij een ernstige en hardnekkige TOS is een logopedische behandeling alleen niet altijd voldoende. In Nederland is dan behandeling mogelijk in de Zintuigelijk Gehandicapten (ZG)-zorg of ondersteuning van instellingen voor auditief en/of communicatief beperkte leerlingen.
De duur van de behandeling wordt bepaald op basis van de aard en de ernst van de TOS en de situatie van het kind. Het is voorlopig nog onduidelijk wat het optimale aantal sessies per week is en hoelang die het best duren.

## Impact
Afhankelijk van de ernst en het type taalproblemen beïnvloedt TOS het dagelijkse functioneren van een kind. De communicatie tussen ouders en kinderen kan verstoord zijn en tot opvoedingsproblemen leiden. Kinderen met TOS hebben vaker sociale, emotionele en gedragsproblemen, lees- en leerproblemen, worden vaker gepest en hebben meer last van faalangst. Bij oudere kinderen kan er sprake zijn van schaamte, lage eigenwaarde, angst en depressie. Als TOS niet tijdig of onvoldoende behandeld wordt, blijven de taalproblemen bestaan of worden ze erger, en krijgt het kind mogelijk bijkomende problemen. Ook voor ouders heeft het feit dat hun kind een TOS heeft vaak een grote impact.
Kinderen met TOS hebben vaak moeite om een opleiding af te ronden en hebben daarbij meer ondersteuning nodig. Mogelijk zijn er problemen om het reguliere onderwijs te volgen. Schoolgaande jongeren met TOS in Nederland kunnen aanspraak maken op een regeling vanuit Wet Passend Onderwijs, die in augustus 2014 is ingegaan, waarbij de mate van (ambulante) ondersteuning afhankelijk is van het toegekende arrangement (licht, medium of intensief). Als een leerling een intensief arrangement toegekend krijgt dan betekent dit dat deze recht heeft op onderwijs op een school voor (voortgezet) speciaal onderwijs (cluster 2) gespecialiseerd in onderwijs voor jongeren met TOS. In Nederland zijn er organisaties die zich inzetten voor de belangen van jongeren en volwassenen met TOS.
TOS kan levenslange gevolgen hebben. Mensen met TOS verlaten school vaker op een jongere leeftijd en zijn over het algemeen lager opgeleid. Ze vinden vaak moeilijker werk, hebben over het algemeen een lagere functie op de werkvloer, werken minder vaak fulltime, en zijn vaker en langere periodes werkloos. Dat kan samengaan met een lager inkomen. Mensen met TOS worden vaker op jongere leeftijd ouders. Minder jongeren met TOS hebben een rijbewijs. Voor mensen met ernstige TOS kan het moeilijk zijn om zelfstandig te wonen. Mogelijk ondervinden ze moeilijkheden met vriendschappen en integratie in de maatschappij. Ze kunnen financieel minder onafhankelijk zijn, meer nood hebben aan sociale ondersteuning en worstelen met zelfvertrouwen.